# Libnotes quadriplagiata
Libnotes quadriplagiata är en tvåvingeart som beskrevs av Alexander 1932. Libnotes quadriplagiata ingår i släktet Libnotes och familjen småharkrankar. Inga underarter finns listade i Catalogue of Life.